# Hannelore Kohlová
Hannelore Kohlová, rozená Renner (7. března 1933, Berlín – 5. července 2001, Ludwigshafen am Rhein), byla první manželkou německého státníka Helmuta Kohla, který byl německým kancléřem v letech 1982–1998.

## Život
Johanna Klara Eleonore Renner se narodila v Berlíně, ale dětství prožila v Lipsku. Otec Wilhelm Renner byl inženýr a pracoval ve funkci provozního ředitele vojenského podniku HASAG, až do skončení války nejmohutnějším podniku na východě Německa. Její matka Irene sloužila v pomocných armádních silách. Dcera Johanna se dobře učila, byla klidná a tichá. Již v dětství však dostala přezdívku Hannelore, vytvořenou sloučením částí jejích dvou jmen Johanna a Eleonore. Tato přezdívka se později stala jejím jediným jménem.
V zimě 1944/45 odjela s dalšími dětmi do Döbelnu, kudy projížděly vlaky ze Sovětského svazu s raněnými německými vojáky. Dívky a mladé ženy pomáhaly s péčí raněným a uprchlíkům, v mrazu a v otevřených vagónech. Spousta z nich onemocněla a zemřela.
Německý novinář Heribert Schwan v knize vydané po deseti letech od smrti Hannelore tvrdí, že na sklonku války, kdy bylo Sasko obsazeno Rudou armádou, byly Irene a Hannelore Renner obě znásilněny vojáky Rudé armády, kteří pak vyhodili Hannelore z okna „jako pytel cementu“, což přivodilo bolesti páteře, které ji sužovaly po celý zbytek života.
Počátkem května 1945 přijela s matkou zpět do Lipska k Wilhelmu Rennerovi. V červenci toho roku, když západní Sasko a Durynsko opustili američtí vojáci a kontrolu nad oblastmi předali sovětským vojskům, rodina uprchla do Ludwigshafenu ve Falci, kde žili otcovi rodiče. Hannelore, její otec a matka zpočátku přebývali u prarodičů v prádelně a pak měnili bydliště ještě několikrát.
Hannelore pokračovala ve studiu, učila se anglicky a francouzsky a začala hrát na piano a na varhany. Po náhlé smrti svého otce se rozhodla pro povolání tlumočnice, když oba jazyky dokonale zvládla. Na jaře roku 1949 se při tanci setkala s osmnáctiletým Helmutem Kohlem, rodákem z Ludwigshafenu. Již tehdy Kohl aktivně působil v mládežnické organizaci křesťanských demokratů ve spolkové zemi Porýní-Falc. Když zjistil, že Hannelore chodí do tanečních, také se přihlásil a překvapil ji svojí houževnatostí.
Námluvy budoucího kancléře se protáhly na téměř dvanáct let, za tu dobu jí napsal na dva tisíce dopisů. Až v roce 1960 se vzali. Tehdy Hannelore dokončila institut cizích jazyků v Mohuči (německy Mainz), když v době studií absolvovala stáž v Paříži. Po dokončení studia se stala diplomovanou tlumočnicí francouzštiny a angličtiny a nastoupila do velkého chemického koncernu BASF.

## Manželství
Tři roky po sňatku se narodil Walter, který dostal jméno po Kohlově starším bratrovi, jenž padl ve válce, a v roce 1965 se narodil Peter. Po narození synů pečovala o rodinu a současně plnila společenské povinnosti a věnovala svůj čas dobročinným aktivitám. Její manžel pokračoval v kariéře politika: ponejprv se stal poslancem, poté ministerským předsedou spolkové země Porýní-Falc, předsedou CDU v celém Západním Německu, až byl 1. října 1982 zvolen německým kancléřem.

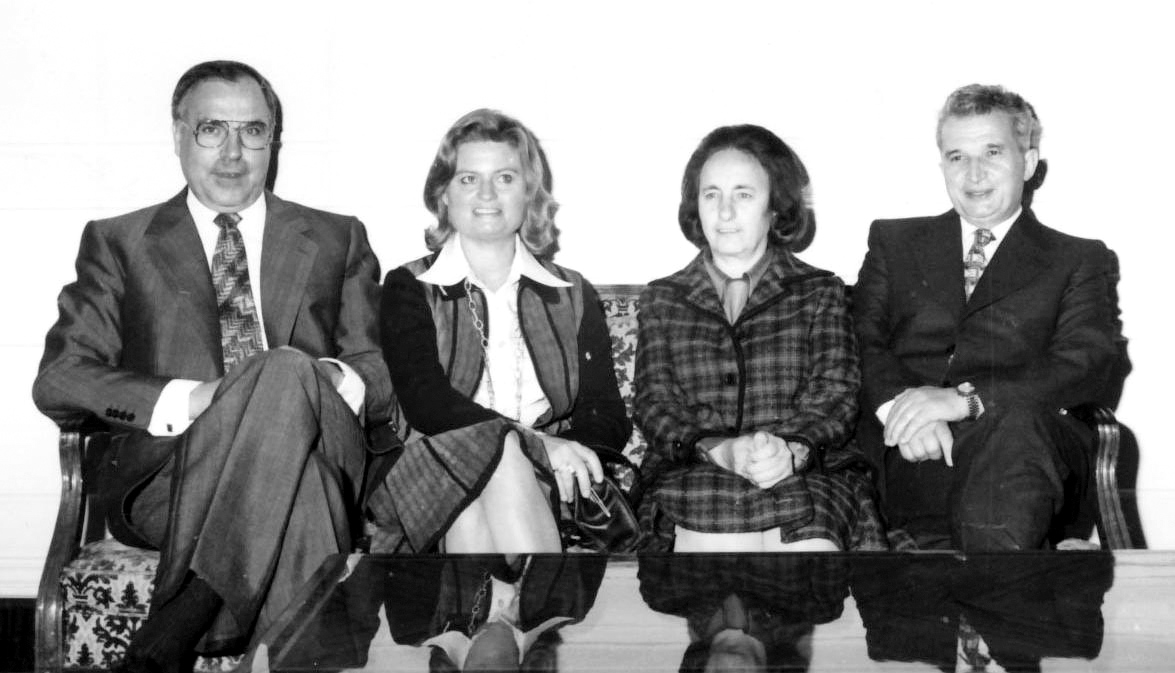
Hannelore a Helmut Kohlovi na návštěvě Nicolae a Eleny Ceaușescuových

Coby manželka kancléře se Hannelore Kohlová chovala korektně a zdrženlivě. Odmítala rozhovory na politická témata, setrvávala ve stínu manžela a více se angažovala v dobročinných projektech. V roce 1983 byl z jejího podnětu zřízen fond pomoci nemocným s chorobami CNS, v jehož čele stanula. Jejím přičiněním nashromáždil zhruba 25 miliónů marek, které rozdělil mezi více než stovku německých klinik. Mimo to se věnovala vaření, vystupovala v kulinárních pořadech v televizi, kde připravovala manželova oblíbená jídla, a účastnila se zábavných talk-show. Veškeré honoráře věnovala na pomoc nemocným.

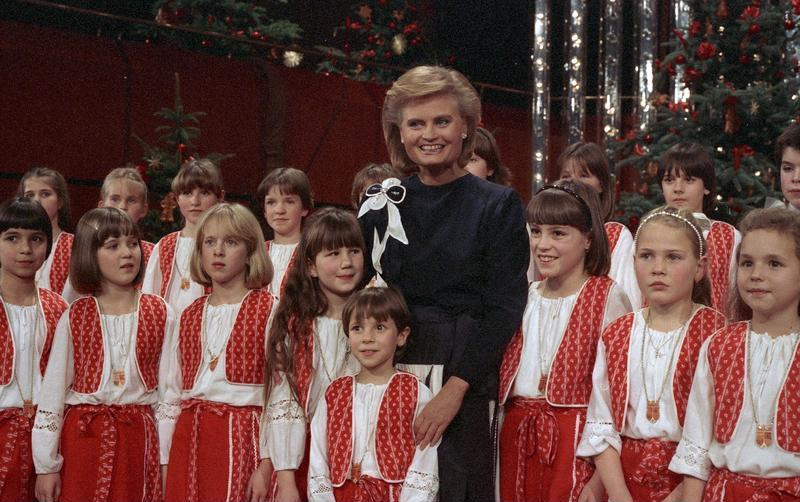
Hannelore Kohlová na vánočním koncertu ve Frankfurtu 12. prosince 1986

V roce 1996 vydala knihu Kulinarische Reise durch Deutsche Länder obsahující recepty německých národních pokrmů.
I přes své značné pracovní vytížení trávil Helmut Kohl pravidelně dovolenou s manželkou a se syny. Ještě jako premiér Porýní-Falce dal ženě v roce 1975 jako dárek společný zájezd do Lipska (tehdy v NDR). Celá rodina také pravidelně jezdila na dovolenou k jezeru Wolfgangsee v Rakousku.
Když se Gorbačov dostal v Sovětském svazu k moci a zahájil reformy domácí i zahraniční politiky, Kohl vycítil příležitost brzkého spojení SRN a NDR v jeden stát. Po osobním setkání v roce 1989 a po zjištění, že Gorbačov s myšlenkou znovusjednocení německého lidu souhlasí, ještě tu noc začal Kohl vytvářet plán. Hannelore byla u toho a na psacím stroji návrh sepsala.

## Nemoc
V roce 1993 dostala Hannelore Kohlová chřipku, užívala penicilin. V důsledku toho se u ní rozvinula zřídkavá choroba – alergie na světlo. Přinášela jí utrpení fyzické stejně jako duševní, obavu z kontaktu s denním světlem. Kvůli tomu se odstěhovala z tehdejšího sídelního města německé vlády Bonnu zpět do Ludwigshafenu. Protože bylo rozhodnuto o nemoci první dámy nemluvit, mnozí novináři se domnívali, že se manželé rozešli.
Na veřejnosti se objevovala méně a méně a s novináři se pravidelně setkávala v nočním čase. Avšak v roce 1998, když Helmut Kohl hodlal kandidovat v příštích volbách na německého kancléře, Hannelore přemohla bolest, podporovala jej ve volební kampani a spolu s ním jezdila po celé zemi a sháněla hlasy. Ale ve volbách nakonec zvítězil Gerhard Schröder. Brzo poté, co Kohl prohrál volby, propukl v Německu politický skandál související s černými fondy jeho strany. Uprostřed skandálu tisk obvinil Kohla z praní špinavých peněz prostřednictvím Fondu pomoci nemocným chorobami CNS, jenž založila Hannelore. Později si zapsal do deníku: „Bál jsem se, že to moje žena nevydrží.“ Po tomto incidentu se skutečně stala ještě uzavřenější.
Půldruhého roku před smrtí se choroba ještě zhoršila. Ve vile v Ludwigshafenu-Oggersheimu na Marbacher Straße měla celé dny spuštěny žaluzie a udržovala minimální teplotu. Ven vycházela jen v noci. Němečtí ani zahraniční lékaři jí nedokázali pomoci. Užívala silné medikamenty, zejména morfin. V dubnu 2001 v rozhovoru pro týdeník Welt am Sonntag přiznala: „Nevím, co mám udělat s mojí alergií. A lékaři to také nevědí.“ Kvůli nemoci se nemohla zúčastnit svatby mladšího syna s Turkyní Elif Sözen v Istanbulu 28. května 2001.

## Smrt
Hannelore Kohlová spáchala sebevraždu 5. července 2001. Následující den v 11:15 manželka šoféra a domácí pomocnice Kohlových Hilde Zeebergová zjistila, že její paní je mrtvá. Na dveřích pokoje byl připevněn lístek: „Včera jsem šla pozdě spát. Prosím nerušit, chci se vyspat.“ Pomocnice okamžitě zpravila policii.
Kohl se o smrti manželky dozvěděl na zasedání Spolkového sněmu v budově bývalého Reichstagu. Za půldruhé hodiny přiletěl do Ludwigshafenu. V jemu adresovaném dopise na rozloučenou napsala Hannelore Kohlová: „Vždycky jsem tě milovala. A děkuju za vše, cos pro mne udělal.“ Mimo to požádala muže, aby společnost přesvědčil, že zahynula při automobilové nehodě, po přečtení dopisu to však již nešlo. Takových dopisů zanechala celkem osm, adresovala je manželovi, oběma synům a některým přátelům (nikdo z nich obsah neprozradil). Zanechala ještě jeden volný list, který položila na viditelné místo, aby jej mohl přečíst první, kdo do pokoje vejde. Kohl a jeho synové se střídali u rakve do 13 hodin následujícího dne.

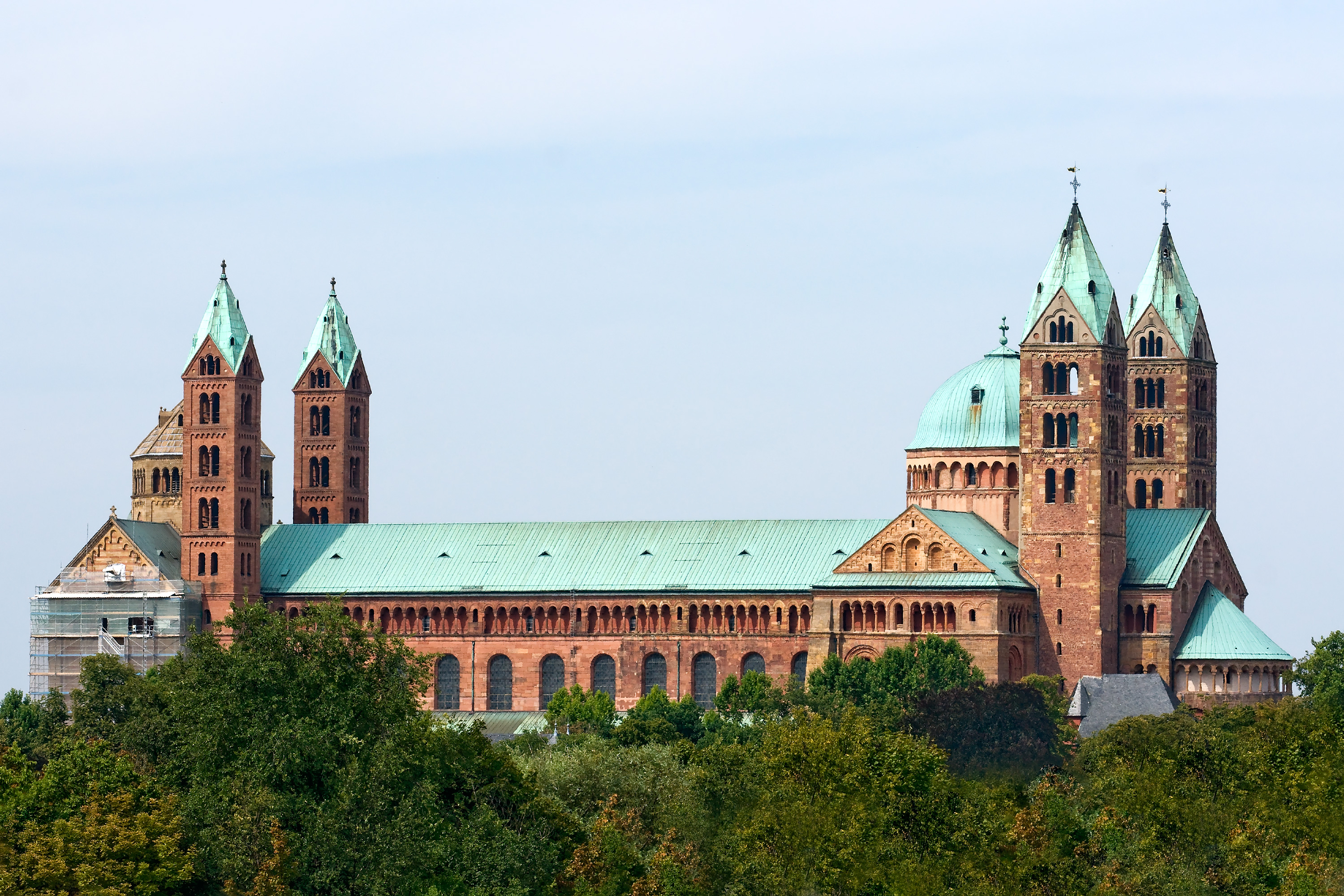
Katedrála ve Špýru, místo, kde proběhla panychida za Hannelore Kohlovou

Policejní vyšetřování odhalilo, že Kohlova žena spáchala sebevraždu, když smíchala léky na spaní s morfinem a směs vypila brčkem. Prokuratura i příbuzní odmítli pitvu, neboť sebevražda byla nade vše zřejmá. Kohlova kancelář v oficiálním prohlášení uvedla: „Hannelore Kohlová odešla dobrovolně ze života, neboť nemohla déle snášet trýznivou bolest způsobenou alergií na světlo.“
Přestože Hannelore Kohlová sama skoncovala se životem, představitel místního episkopátu řekl, že tato skutečnost nebude „překážkou provedení pohřbu dle církevního obřadu.“ Panychida proběhla 11. července v katolické katedrále ve Špýru, zúčastnilo se jí mnoho německých politiků: úřadující německý kancléř Gerhard Schröder s manželkou, choť německého prezidenta Johannese Raua Christina, Roman Herzog, jenž byl v době Kohlovy vlády německým prezidentem, předsedkyně CDU Angela Merkelová. Na dodržování pořádku dohlíželo na tisíc policistů.
Po obřadu byla rakev s tělem převezena do Ludwigshafenu a uložena do rodinné hrobky Kohlových na hřbitově v Ludwigshafenu-Friesenheimu, kde již byli pochováni Kohlovi rodiče. Přestože jeho manželka byla protestantka, Kohl trval na tom, aby byla pochována na katolickém hřbitově.

## Odkaz

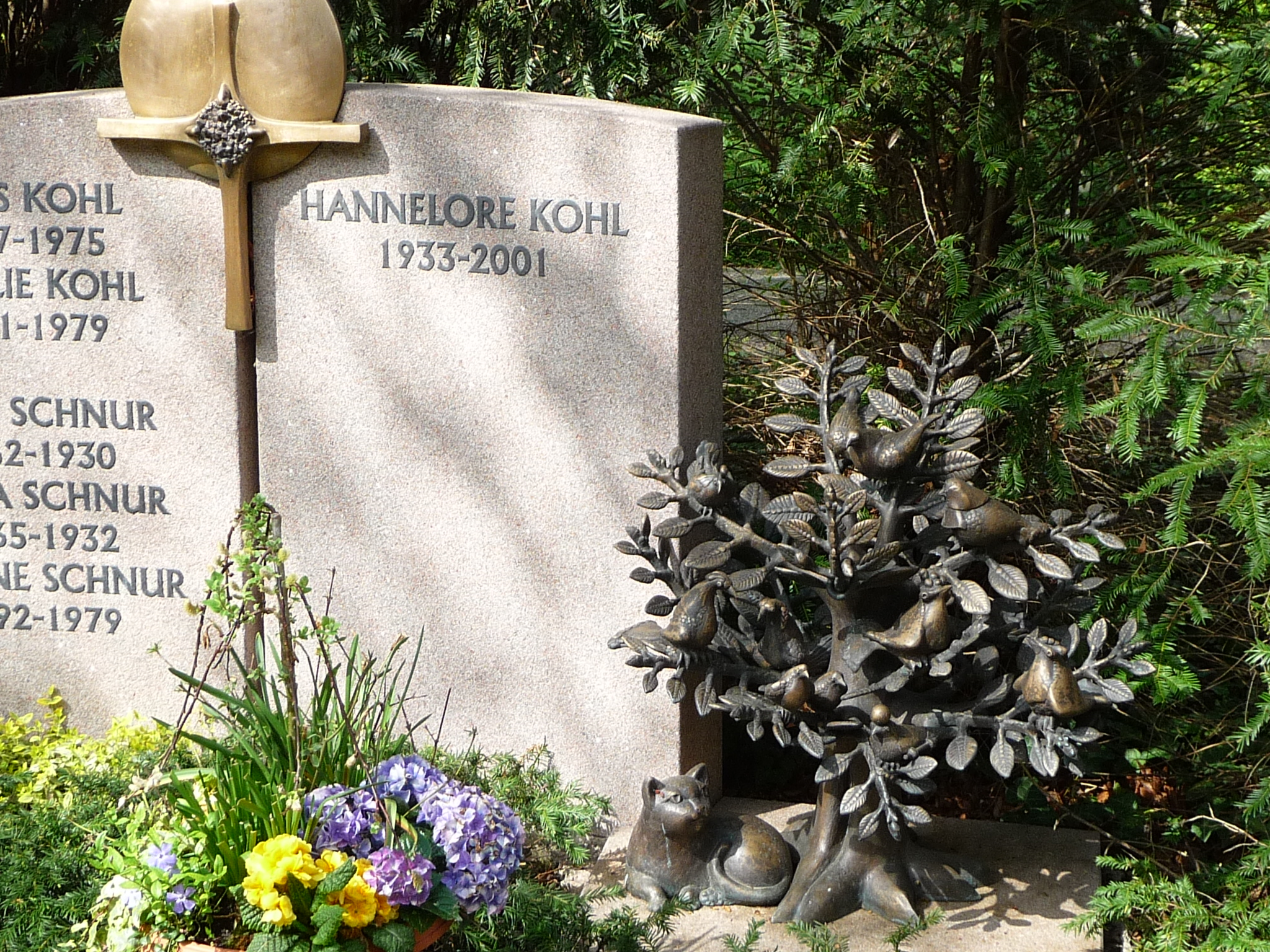
Náhrobek na hřbitově v Ludwigshafenu-Friesenheimu

V roce 2004 vyšel první díl Kohlových pamětí, který zachycuje období do roku 1982. Knihu věnoval její památce a zdůraznil: „Bez ní, bez mé Hannelore, by mé úspěchy nebyly.“ Téhož roku bylo nábřeží Rýnа v Ludwigshafenu pojmenováno po Hannelore Kohlové.
Opera Licht, inspirovaná tragickým osudem Hannelore, měla 19. srpna 2004 premiéru v Berlíně-Neuköllnu, libreto napsala Dea Loher, hudbu složil Wolfgang Böhmer. V prosinci téhož roku měl v Bonnu premiéru balet na stejné téma Johanna Kresnika.
Německý novinář Heribert Schwan, který manžele dobře znal a o Kohlovi natočil dokumentární film, vydal deset let po smrti Hannelore knihu Die Frau an seiner Seite – Leben und Leiden der Hannelore Kohl. Manželka německého kancléře mu v roce 1985 dala první televizní interview. Podle Schwanova vyjádření kontakty s Helmutem Kohlem již dávno ztratil a ten na vydání knihy o zemřelé manželce nereagoval.
Synové Hannelore Kohlové se svými rodinami žijí trvale v USA (Walter) a v Londýně ve Spojeném království (Peter). Kohl sám byl ještě do roku 2002 poslancem Spolkového sněmu a žil v Berlíně. V roce 2008 se oženil se 43letou Maike Richterovou, tehdy zaměstnankyní německého ministerstva průmyslu, kterou znal od roku 1994 z doby jejího působení v kancléřském úřadu v Bonnu. Walter ani Peter na svatbu otce a nevlastní matky nepřijeli.